# Jim Henson
Jim Henson (Greenville, Mississipi, 1936 - Nova York, 1990) fou creador de titelles per a espectacles en televisió i cinema, entre els quals destaquen Barri Sèsam, The Muppet Show i Fraggle Rock.
El seu titella més cèlebre és la granota Gustau (Kermit the Frog en la versió anglesa original). Amb els guanys de les seves obres va crear la Jim Henson Foundation, fundació dedicada al foment dels titelles com a forma d'art, no solament per a nens sinó també per al públic adult. La seva productora va ser adquirida per Walt Disney Company i va començar a innovar en el camp del cinema en 3D, sempre amb els personatges que el van fer famós. És considerat una de les persones més influents del segle XX segons la revista Time.

## Biografia
Henson és especialment recordat per ser el creador, el 1955, de The Muppets, un tipus de titelles de tela dotades de gran mobilitat, i el líder creatiu de l'equip darrere del seu èxit perllongat al llarg de diverses dècades. Henson va aconseguir crear un conjunt interessant de personatges desenvolupant idees noves amb un sentit del ritme i l'humor que va connectar amb una audiència tant infantil com d'adults. Les seves obres es recorden en part per promoure valors positius en la infància com l'amistat, la màgia o l'amor, temes que apareixien en la major part de les seves obres.
Entre els seus personatges més coneguts cal citar a "Kermit the Frog" (la granota Gustau), una de les seves primeres creacions d'èxit. Va ser el titellaire i veu del personatge des de 1955 fins a la seva mort, el 1990.
Havent establert un bon grup de col·laboradors, Henson va desenvolupar un fort interès per fer pel·lícules. Entre 1964 i 1969 va produir diverses pel·lícules experimentals com Timepiece, Youth 68 i The Cube. Aquestes pel·lícules li van donar experiència per realitzar noves tècniques amb The Muppets.
El 1969, The Muppets van constituir el centre bàsic del programa infantil Sesame Street (Barri Sèsam) i amb els anys Bert i Ernie (Blai i Epi), Oscar el rondinaire, Big Bird (equivalent a Caponata, de color groc), la granota Kermit (Gustau), van passar a ser rostres familiars en totes les llars.
El xou de The Muppets (The muppet show, 1976-1981), protagonitzat per la granota Kermit i la porqueta Piggy (Miss Peggy) al costat de persones reals, s'ha vist en més de cent països.
En els anys vuitanta va ser el director i guionista d'una minisèrie de 9 capítols, anomenada The Storyteller.
A més va ser creador del programa Fraggle Rock i va dirigir i va produir diverses pel·lícules protagonitzades per les seves marionetes, com The muppet movie (1979), The Dark Crystal (1982), Laberint (Labyrinth) (1986) i Les tortugues ninja (1990).
Va morir el 16 de maig de 1990 a causa d'una pneumònia, a Nova York. Henson va ser cremat i les seves cendres van ser llançades en el seu ranxo en Santa Fe, Nou Mèxic.
L'empresa mundial Google va commemorar el dia del seu aniversari presentant un logotip amb la forma dels personatges que va donar vida, The Muppets.